# Sterbur
Sterbur ist ein Dorf in Ostfriesland. Es gehört zur Kleinstadt Esens. Der Ortsname nimmt darauf Bezug: Er wird als zur Stadt (Esens) gehörige Bauerschaft gedeutet.
Die Haufensiedlung liegt etwa 1,5 Kilometer nordnordöstlich der Kleinstadt am äußersten nördlichen Rand der Geest auf einer Höhe von 2,1 m ü. NHN. Auf drei Seiten ist der Ort von Knickmarschgebiet, das von Niedermoor unterlagert ist, umgeben. Im Südosten grenzt das Dorfgebiet an Gley-Podsol-Böden mit Plaggenauflage und im Süden sowie Südwesten Pseudogley.
Zu Sterbur gehören die Nebenorte, Kolonien und Wohnplätze Backerei, Hammerhaus, Hayungshaus, Klein Armenland, Mosishütte, Neuseriem, Norddorf, Norddorfer Grashaus, Ölschlägerei, Sägemühlen, Ülkerei sowie Wold.

## Geschichte
Erstmals wurde der Ort zwischen 1581 und 1586 als Stederbur urkundlich genannt. Aus dem Jahr 1670 ist die Bezeichnung Stederbuhr überliefert. Seit 1684 ist die heutige Schreibweise geläufig.
Während des Zweiten Weltkrieges errichtete die Marine um 1942 ein Ausbildungslager für 2500 bis 3000 Marine-Artilleristen. Später waren dort auch durchschnittlich 40 Kriegsgefangene (zunächst Franzosen, Serben und Polen, später ausschließlich Polen) untergebracht. Sie bildeten das Bauernkommando Esens Nr. 5321 des Mannschafts-Stammlagers X C in Nienburg/Weser. Nach dem Krieg wurde es in das Ausländerlager Sterbur umgewandelt, in dem 1117 Ungarn lebten.
Bei der Gemeindereform vom 1. Juli 1972 wurden die beiden Gemeinden Bensersiel und Sterbur in die Stadt Esens eingegliedert.